# 撒门
撒门，天主教翻譯為“撒耳孟”是希伯来圣经中的一个人物。
他是拿顺的儿子，娶耶利哥的妓女喇合为妻，两人生子波阿斯。撒门还在历代志上2章10-11节和路得记4章20、21节提到。
根据出埃及记的记载，在离开埃及时年满20岁的男丁中，只有迦勒和约书亚渡过约旦河。因此撒门与他的父亲猶大支派的族長拿顺不同，在出埃及开始时的年龄肯定不到20岁(或甚至於曠野出生)，是他的家族中渡过约旦河的第一代。

## 新约圣经
在新约圣经的马太福音1章4节，撒门被作为耶稣的一位先祖列入耶稣的家谱。